# Ultrabook
Ultrabook là một thuật ngữ tiếp thị do Intel sáng tạo và bảo hộ, ám chỉ dòng máy tính xách tay cao cấp. Khi mới ra mắt, Ultrabook nổi bật với thiết kế siêu mỏng, trọng lượng nhẹ nhưng vẫn đảm bảo tuổi thọ pin và hiệu suất hoạt động. Kích thước của chúng thường nhỏ hơn so với các mẫu laptop thông thường, đủ nhỏ để được phân loại là máy tính xách tay kích thước nhỏ.
Khi các đặc điểm của Ultrabook trở nên thông dụng hơn vào giữa và cuối thập kỷ 2010, việc gắn mác các mẫu laptop là Ultrabook đã trở nên ít hơn rất nhiều. Đến năm 2021, dù Intel vẫn giữ bản quyền Ultrabook, nhưng thuật ngữ này hiếm khi được sử dụng cho các mẫu mới và đã bị thay thế trong chiến lược tiếp thị của chính Intel bởi thương hiệu Intel Evo.